# Birawan
Birawan is een bestuurslaag in het regentschap Flores Timur van de provincie Oost-Nusa Tenggara, Indonesië. Birawan telt 1311 inwoners (volkstelling 2010).